# Fusiturricula
Fusiturricula là một chi ốc biển, là động vật thân mềm chân bụng sống ở biển trong họ Turridae.

## Các loài
Các loài thuộc chi Fusiturricula bao gồm:
- Fusiturricula andrei McLean & Poorman, 1971[2]
- Fusiturricula armilda (Dall, 1908)[3]
- Fusiturricula bajanensis Nowell-Usticke, 1969[4]
- Fusiturricula enae Bartsch, 1934[5]
- Fusiturricula fenimorei (Bartsch, 1934)[6]
- Fusiturricula maesae Rios, 1985[7]
- Fusiturricula sunderlandi Petuch, 1990[8]